# 东方明珠广播电视塔

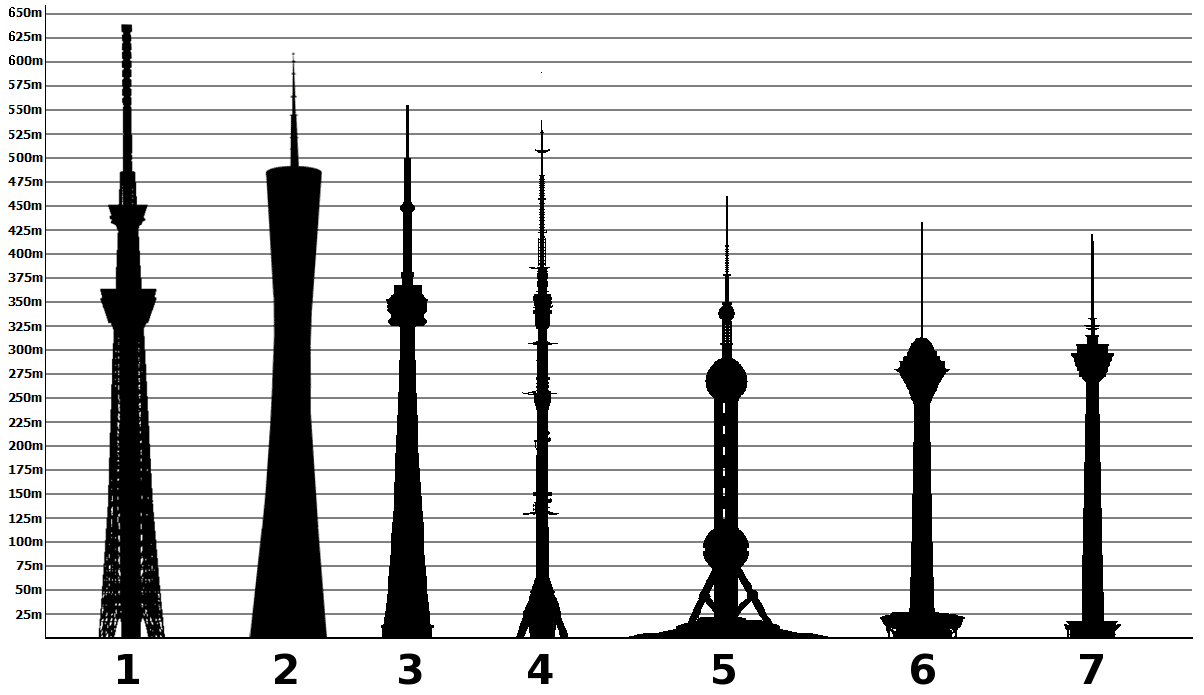
世界塔式建築高度排名（支柱式鐵塔除外）
1. 東京晴空塔
2. 廣州塔
3. 西恩塔
4. 奧斯坦金諾電視塔
5. 上海广播电视塔
6. 默德塔（Borj-e-Milad）
7. 吉隆坡塔

东方明珠广播电视塔，是一座位於中華人民共和國上海市浦东陆家嘴的未來主義式廣播電視塔，与外滩隔黄浦江相望。其原名為“上海广播电视塔”，上海市民也常简称其为“东方明珠”。該建築由华东建筑设计研究院设计，1991年7月30日动工，1994年11月18日落成，1995年5月1日開放。東方明珠廣播電視塔曾是中国大陆的最高建筑，直至2007年被环球金融中心取代為止。东方明珠自落成后便为上海天际线的组成部分之一，是上海市的地标性建筑，同时也是中国国家5A级旅游景区，总高468米，由3根斜撑、3根立柱、广场、塔座、下球体、上球体、五个小球体、太空舱等共同构成，是集购物娱乐、都市观光、浦江游览、广播电视发射等多功能于一体的上海十大新景观之一。

## 建造过程

### 规划与选址
进入1980年代，上海城市建设快速发展，百米以上的高楼逐渐出现。当时，上海的广播电视主要依靠建造于1974年，高210米的上海电视塔传送讯息。由于城市高层建筑不断出现，电视信号的阴影区也不断增加，影响了市民广播电视节目的收看。1983年，当时的上海市广播事业局在未来规划中提出新建400米以上的新电视塔的构想，并着手开始选择新址。1985年6月，当时的上海市城乡规划委员会发布沪规委219号批文，确定电视台的新址设在当时属于黄浦区的陆家嘴纺织原料仓库和海军仓库原址内。
1986年10月30日，上海市广播电视局向当时上海市计划委员会正式提交《上海（新建）广播塔及附属设备项目建议书》。1987年1月17日，经国家计委批准上海市对于该项目的立项，同意建造高达450米的电视塔。此后，至1991年7月30日动工前，相关部门分别就材料、信号发射设备、气象条件、总体设计等诸多方面进行多次会议讨论，最终确定电视塔总高为468米，电视和调频广播的覆盖半径达80公里。

### 建造与开放
在电视塔建造之初，上海市广播电视局的经费十分有限，一期所需资金，最初是由广播电视局向银行筹资2亿元解决。尽管如此，但一期工程资金缺口仍达到2亿元人民币，同时二期工程所需建设资金3亿元人民币也尚未筹集。为此，上海市广播电视局向上海市人民政府提议，将上海广播电视塔转型为股份有限公司，并推动其上市以公开募股。经讨论研究后，上海市政府相关部门同意这一设想。1992年5月3日，以上海广播电视塔为依托的上海东方明珠 (集团)股份有限公司经中国人民银行上海市分行批准，委托上海万国证券公司为主承销商正式对外发行股票4.1亿元。其中，公司发起方认购3.7亿元，向社会法人招募2000万元，另外2000万元向社会个人公开发行，每股面值10元，发行价格51元。1994年2月24日，东方明珠正式在上海证券交易所上市。
在确保建设资金基本到位的情况下，1991年12月14日，上海广播电视塔开工打桩，工程由上海建工集团一公司负责主要施工，工业设备安装公司、基础工程公司、机械施工公司、建工材料公司等公司共同参建。至1993年12月14日，电视塔已经完成主体结构并加速各球体的安装。1994年4月20日起，高达118米的发射天线开始装吊，至5月1日，天线到达预定位置。11月18日，东方明珠开始对外试营业，但观光层和太空舱并不属于试营业范围。1995年5月1日，正式举行落成和发射典礼，同时观光层也对外开放。东方明珠公司充分发挥电视塔的空间和位置优势，不断开发新的观光、旅游、餐饮、购物、娱乐、休闲等功能。1996年观光业务收益达1.2亿元。2000年，东方明珠公司还清全部银团贷款。2024年9月29日下午，东方明珠塔迎来第一亿位游客。

## 构造与内部布局

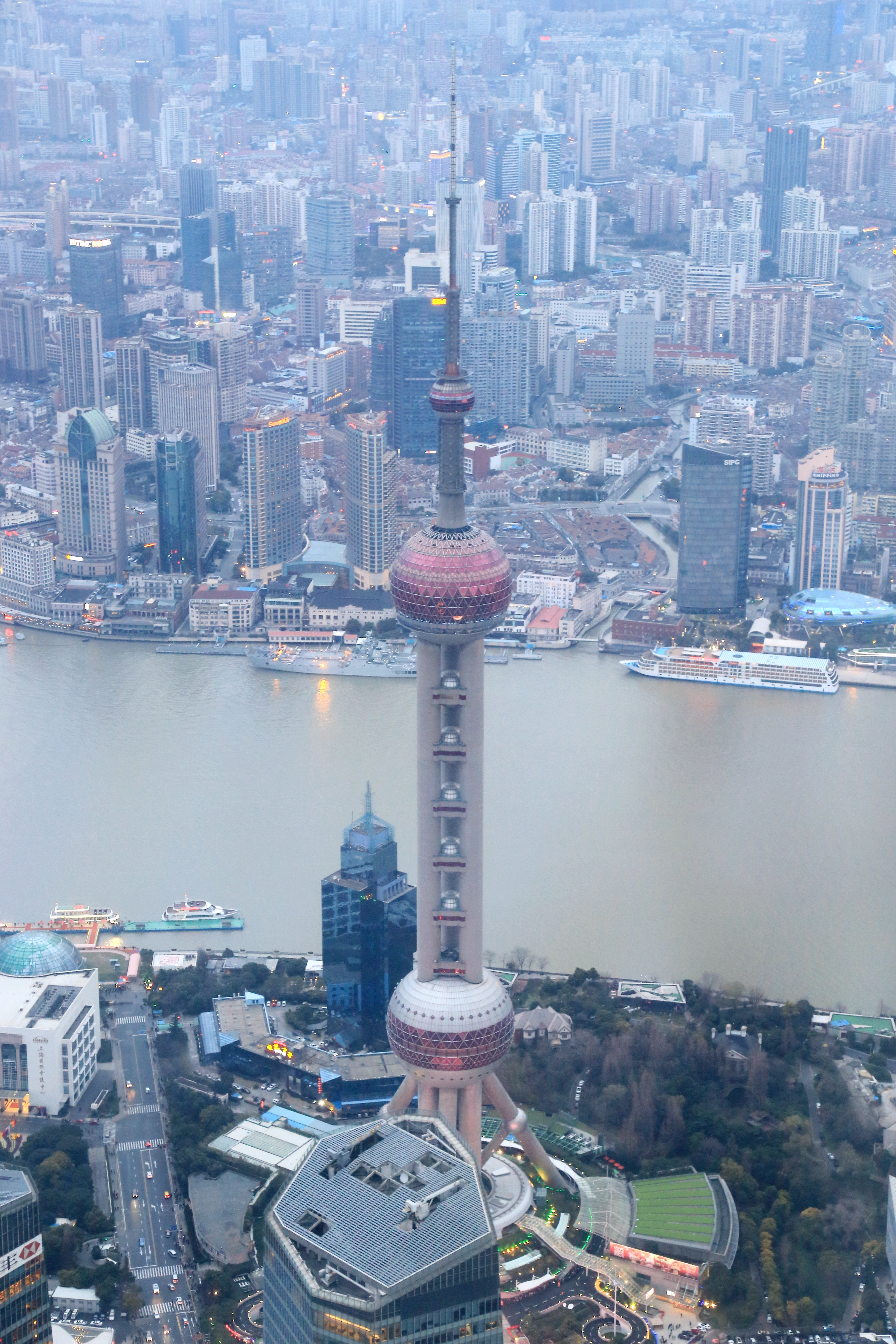
从上海中心大厦观景台俯瞰东方明珠电视塔

上海广播电视塔概念來自白居易的詩《琵琶行》一節中大珠小珠落玉盤的定格概念，由三个相距7米，呈品字形排列的圆筒体和三个与地面成60度角，直径达7米的斜撑构成主体，期间排列贯穿了11个大小不等的球体。圆筒体直径9米，内置6部高速运行的电梯及管线，由钢筋混凝土筑成。11个球体为球形钢空间网架结构，并采用国产新型铝蜂窝金属幕墙板贴面围护。最底层为混凝土基座。观光层、客房、餐厅、展览馆、广播电视发射设备分布于球体和基座内。

### 基座与圆筒结构
东方明珠的基层为零米大厅，主要为广播电视塔的入口，同时也包含上海城市历史发展陈列展示馆。展览面积达一万平米，主要展现自上海开埠以来城市风情和发展的概况。
东方明珠的圆筒形结构，通过小球形成一个个独立区段。圆筒内设置有双层电梯一部，速度达到4米/秒，可容纳50人。两部速度达7米/秒，可容30人的电梯，40秒内直达上层球体。两部可容30人，运行速度为4米/秒，分层停留的电梯。最后在250米至341米区间运行一部容纳8人，速度为2.5米/秒的电梯。

### 球体结构
上海广播电视塔，主要分下、中、上和太空舱总计1个部分。下球球体直径达到50米，位于100米的高空，主要为观光平台，还设置有一部室内过山车。中球体总计五个，直径为12米，内部主要为空中客房，分布于118米至210米的高空。上球体，位于250余米的高空，球体内主要安装了广播电视发射机房。另外，263米处再设置一观光层，267米处为东方明珠旋转餐厅，转速为每2小时一圈，可容纳1600人。自2009年5月1日起，在259米高空的球体内，增设一个环形玻璃观光通道，称之为“悬空观光廊”。整个通道采用钢结构，玻璃敷设地面与墙体，游客行走于其中，可以透过地面和外墙俯视黄浦江和陆家嘴地区的风貌。
最上部为太空舱，由一个直径为16米的球体，设置有高级观光层、会议厅和咖啡馆。一旦大气透明度允许，可在太空舱内隐约看见长江口、崇明岛甚至是远郊的佘山。太空舱於1996年5月对外开放，2013年、2017年和2023年分别经历过改造更新。

## 活动与事件

### 元旦登高
东方明珠自建成后，不仅是地标性建筑，同时也成为上海全民健身运动的一个举办场所。1996年1月1日，上海市体育局便在上海广播电视塔举行元旦登高活动，此后便形成一个惯例和常设活动。
每年的登高活动一般于1月1日上午9时，在东方明珠广场上开始，参赛人数一般在500名左右，另外还有2000名选手参加长跑活动。比赛常设男子组和女子组，当然也会根据不同情况增设其他组别。例如2011年的登高活动增设金葵花城市朝阳组、欢乐和睦家庭组两个组别。

### 地球一小时
从2009年起，作为上海标志性建筑的东方明珠宣布加入“地球一小时”的活动中，以此来响应世界自然基金会的节能减排号召。2009年3月28日晚8点30分，上海广播电视塔关闭所有户外景观灯光1个小时。2010年3月27日，东方明珠和整个陆家嘴金融贸易区都熄灯一小时。2011年3月26日晚，东方明珠第三年参加地球一小时活动。

### 2010年雷击事件
2010年4月13日凌晨，申城正逢雷雨大风。2时20分前后，上海广播电视塔顶部遭雷击后起火，在不到1小时内，被消防队员扑灭。根据调查显示，此次火灾是因为发射天线遭雷击以后，点燃了保护天线的外罩。而也有工程师认为，有可能是天线长期未维护，导致天线罩老化。同时，东方明珠所用的避雷设施为“半导体少长针避雷针”，针体为半导体材料的玻璃钢，一旦发生老化，遇雷击后也极易发生火灾。加之这种避雷针不易维护，导致自1990年代中期以后便很少维修。所幸火灾扑灭及时，并未对相关设备造成损坏，广播电视信号收发和日常观光也没造成影响。

### 其他
此处曾是2017年中国中央电视台春节联欢晚会的四处分会场之一。

## 交通及周围设施
- 轨道交通：2号线、14号线陆家嘴站
- 公共交通：81、82、85、314、583、774、795、798、799、870、961、971、985、992、993、陆家嘴金融城1路、蔡陆专线
- 城市观光线：外滩观光隧道、陆家嘴环线
- 公共设施：陆家嘴绿地、滨江大道

## 传输频道

### 调频广播
| 频率（MHz） | 功率（kW） | 节目                     |
| ----------- | ---------- | ------------------------ |
| FM87.9      | 10         | Hit FM                   |
| FM89.9      | 10         | 长三角之声               |
| FM90.9      | 10         | 第一财经广播             |
| FM91.4      | 10         | 中央人民广播电台经济之声 |
| FM93.4      | 10         | 上海新闻广播             |
| FM94.0      | 10         | 五星体育广播             |
| FM94.7      | 10         | 经典947                  |
| FM97.2      | 10         | 戏剧曲艺广播             |
| FM98.1      | 10         | KFM981                   |
| FM99.0      | 10         | 中央广播电视总台中国之声 |
| FM101.7     | 10         | 动感101                  |
| FM103.7     | 10         | LOVE RADIO 103.7         |
| FM105.7     | 10         | 上海交通广播             |
| FM107.2     | 10         | 上海故事广播             |
| FM107.7     | 10         | 中央人民广播电台音乐之声 |

### 数字电视
以下未标明高清者均为标清频道。
| 频道  | 功率（kW） | 节目             |
| ----- | ---------- | ---------------- |
| DS-23 | 1          | CCTV-1           |
| DS-23 | 1          | CCTV-2           |
| DS-23 | 1          | CCTV-4           |
| DS-23 | 1          | CCTV-10          |
| DS-23 | 1          | CCTV-12          |
| DS-23 | 1          | CCTV-13          |
| DS-23 | 1          | CCTV-14          |
| DS-23 | 1          | CCTV-15          |
| DS-24 | 1          | CCTV-9           |
| DS-24 | 1          | CCTV-11          |
| DS-24 | 1          | CCTV-17          |
| DS-24 | 1          | CGTN             |
| DS-25 | 3          | 新闻综合HD       |
| DS-25 | 3          | 上海都市HD       |
| DS-32 | 3          | 新闻综合         |
| DS-32 | 3          | 纪实人文         |
| DS-32 | 3          | 上海都市         |
| DS-32 | 3          | 东方卫视         |
| DS-32 | 3          | 上海教育电视台   |
| DS-33 | 1          | 东方卫视HD       |
| DS-33 | 1          | 纪实人文HD       |
| DS-36 | 1          | 东方明珠移动电视 |
| DS-36 | 1          | MMTV巴士         |

## 照片集

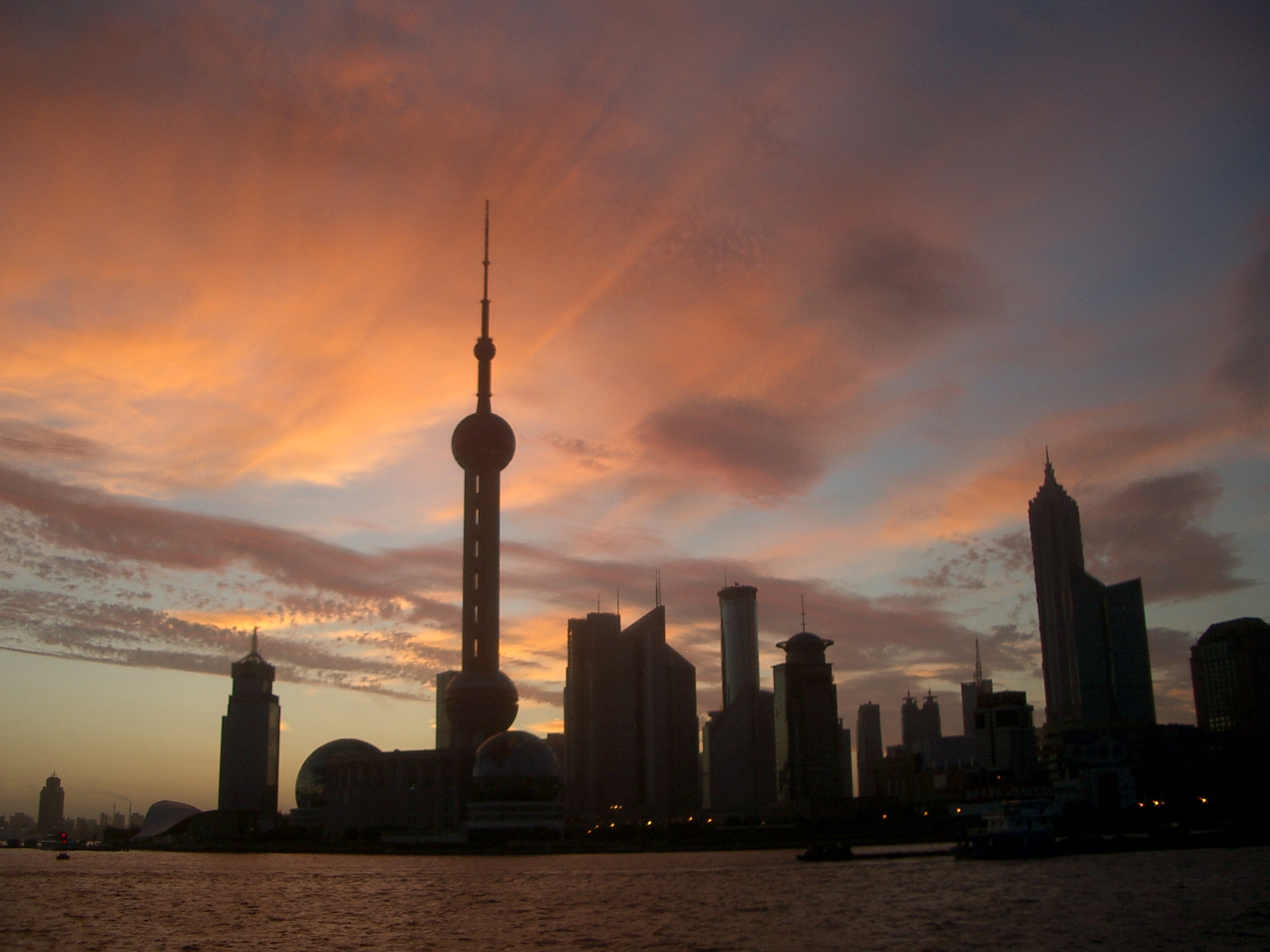
清晨中的上海天际线
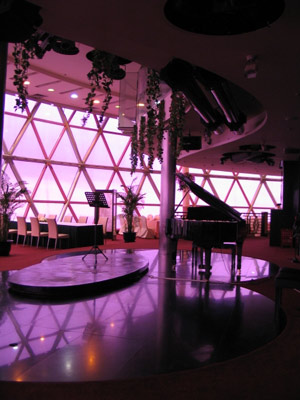
旋转餐厅
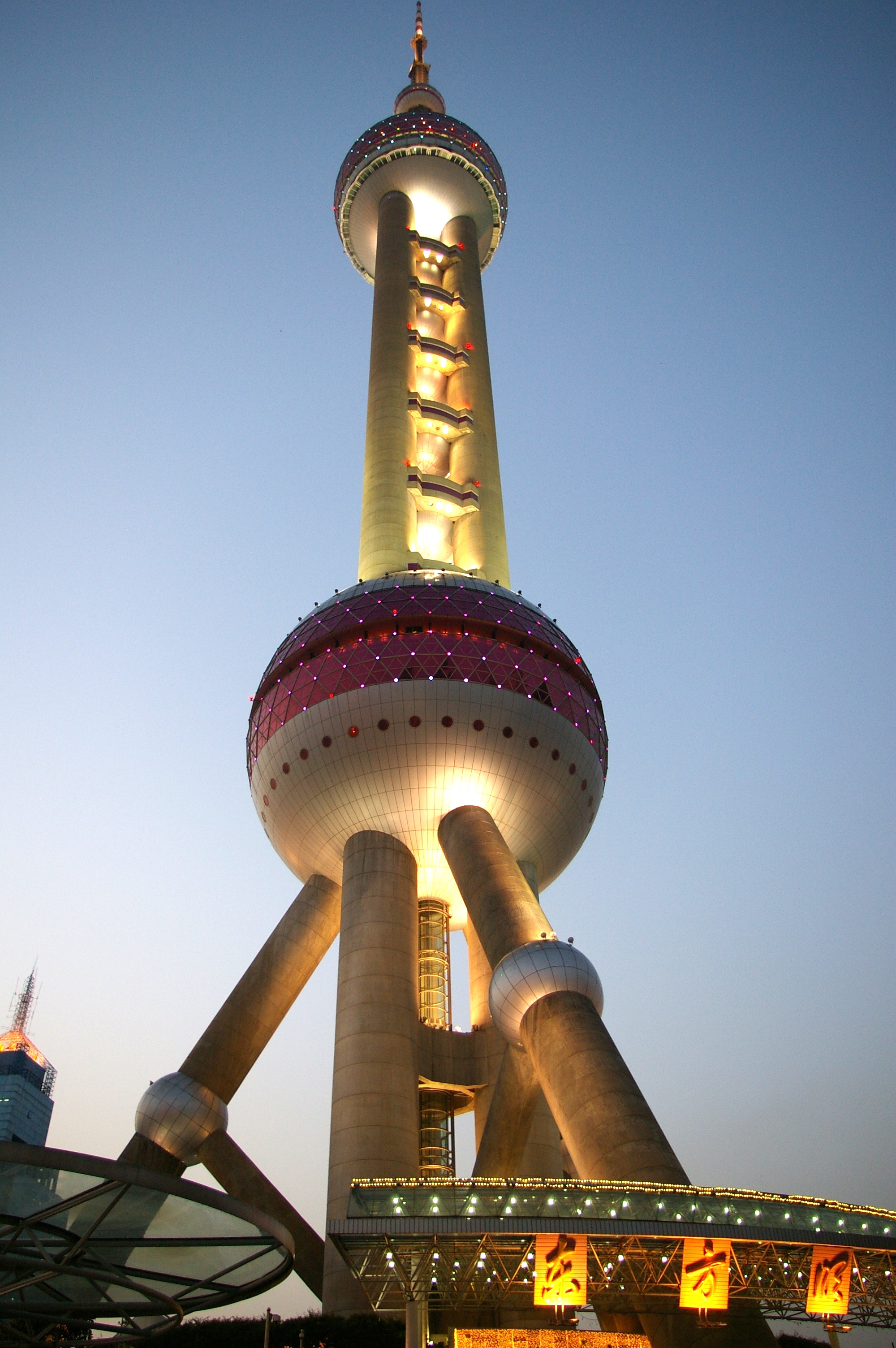
东方明珠塔
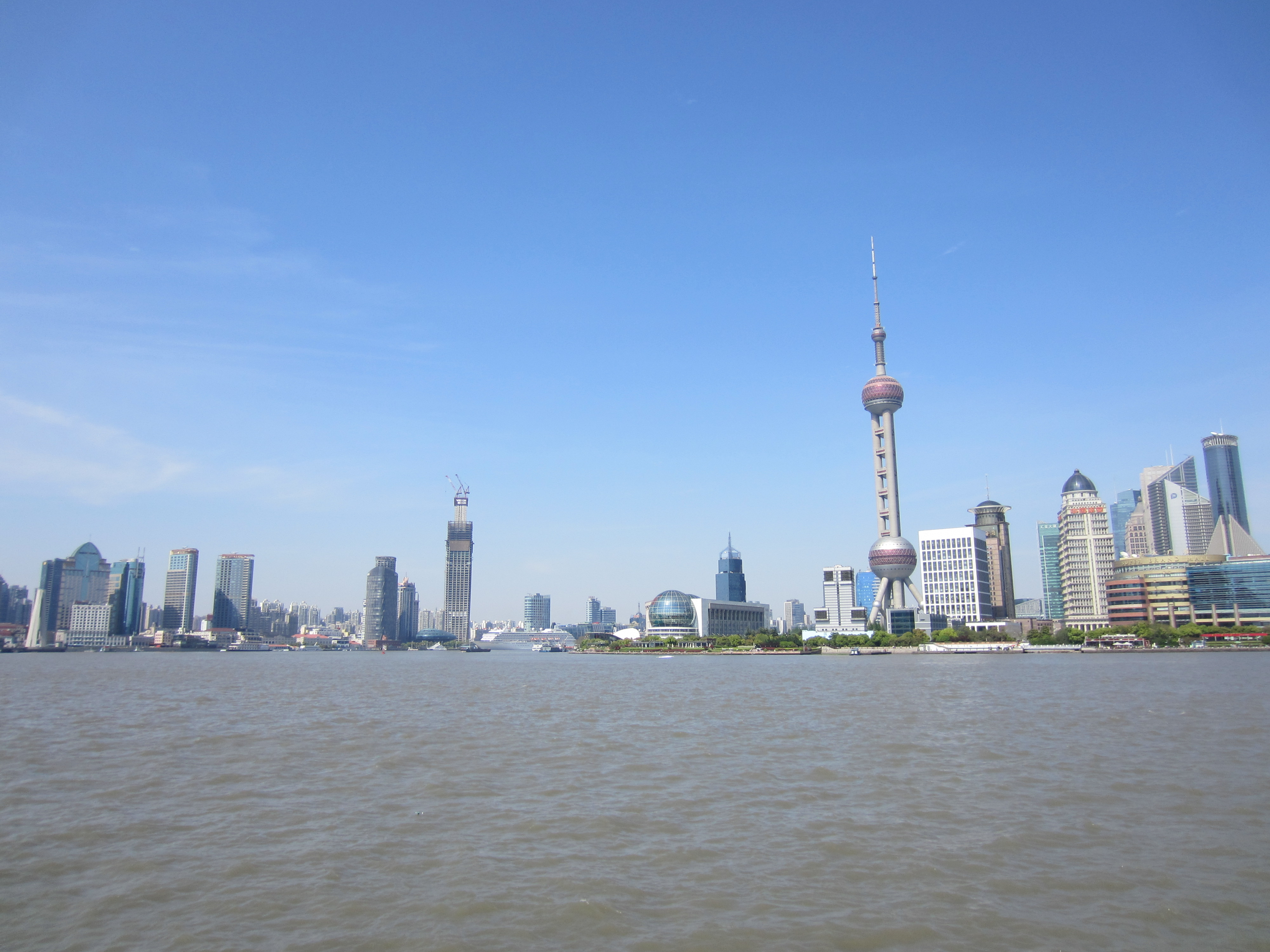
黄浦江对面的东方明珠塔
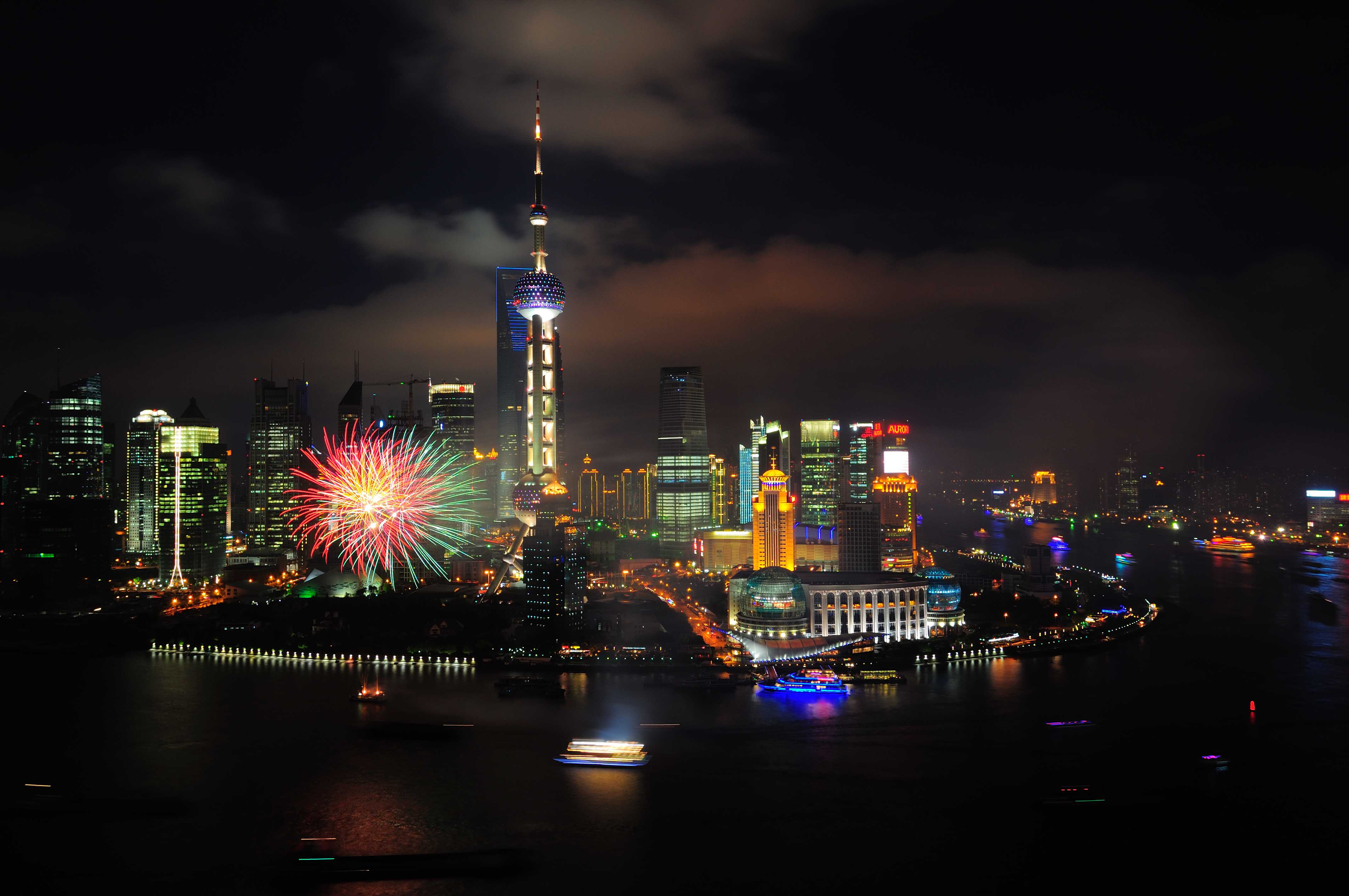
烟花与东方明珠
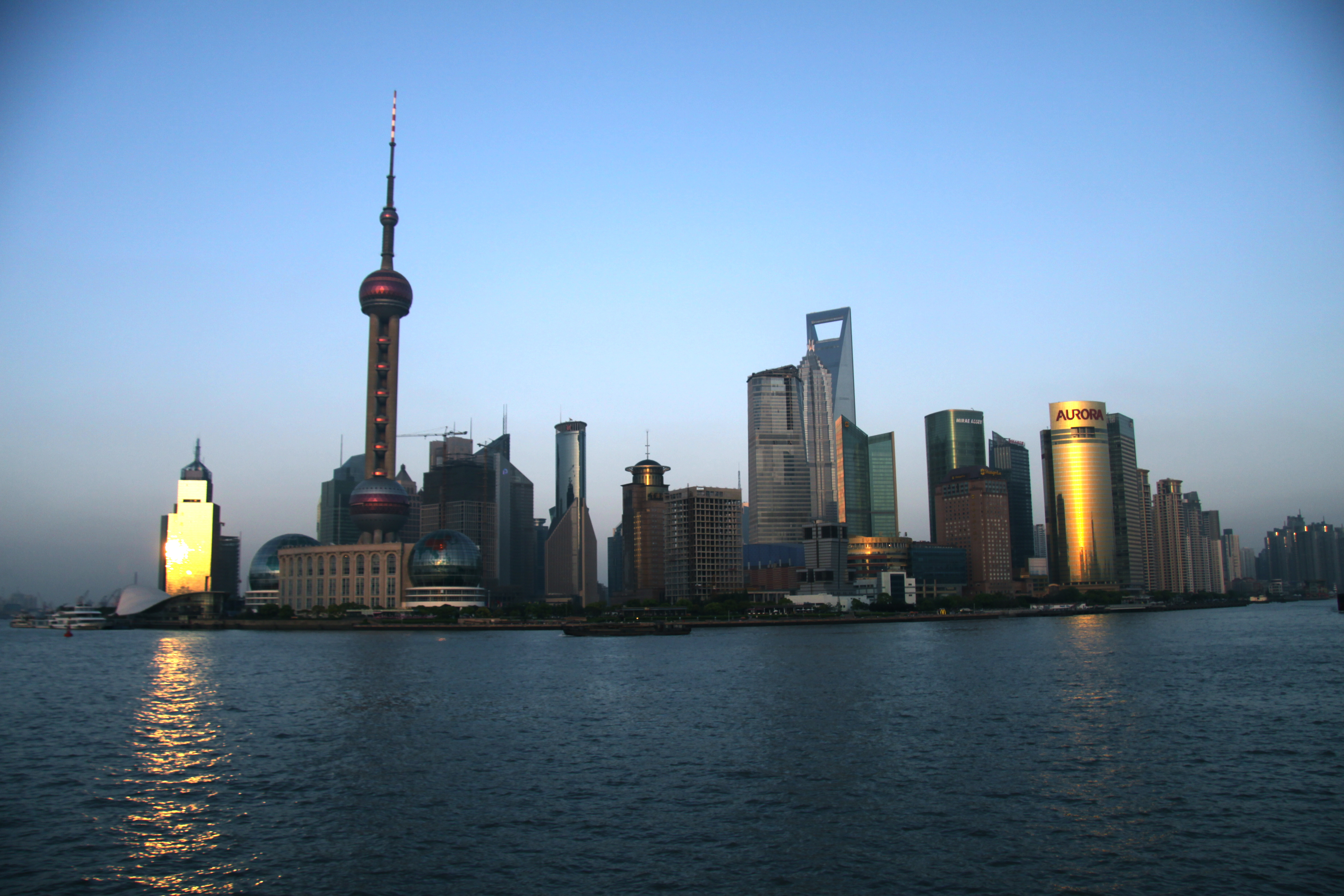
2009年的城市天际线
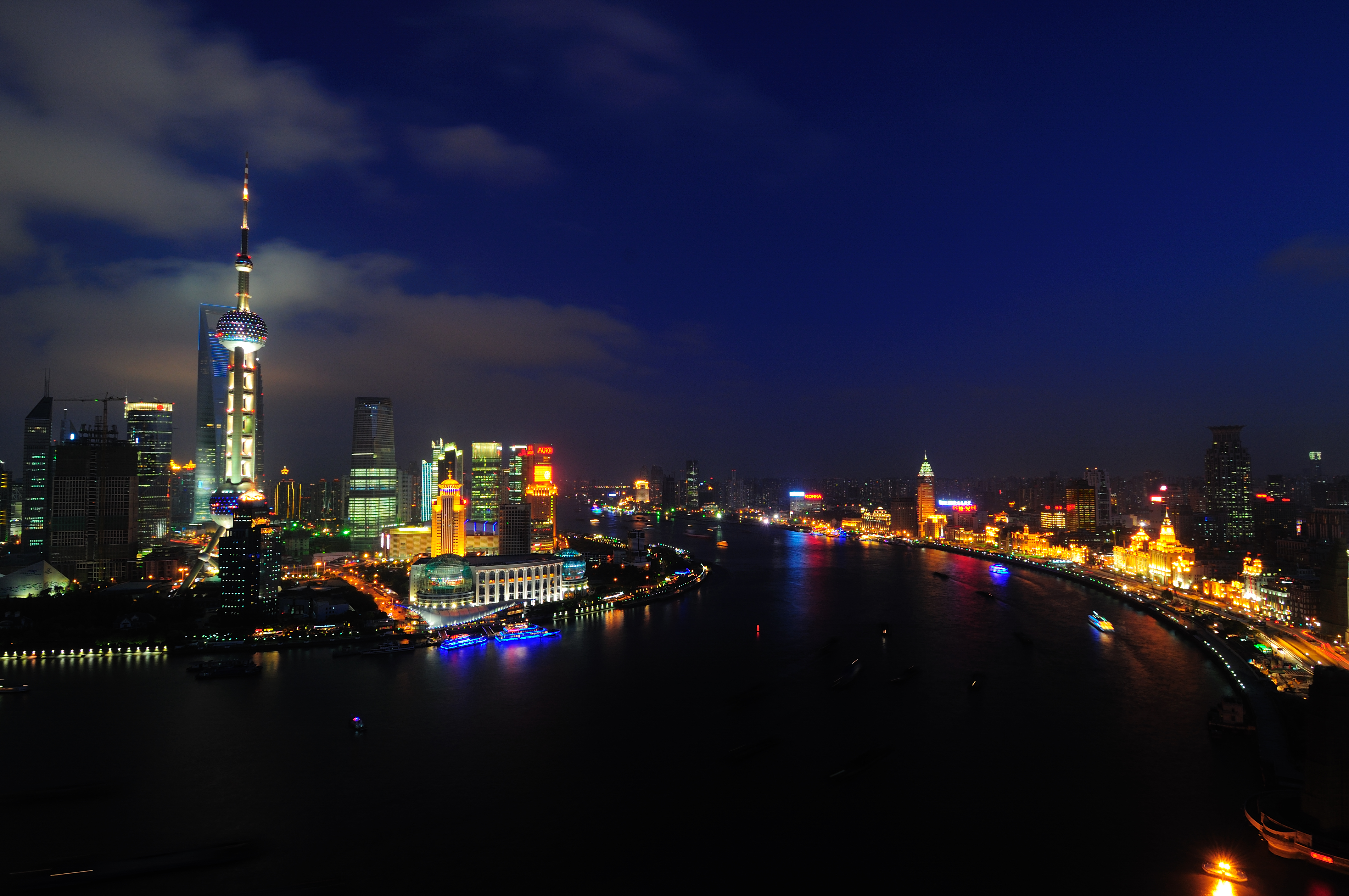
远眺东方明珠
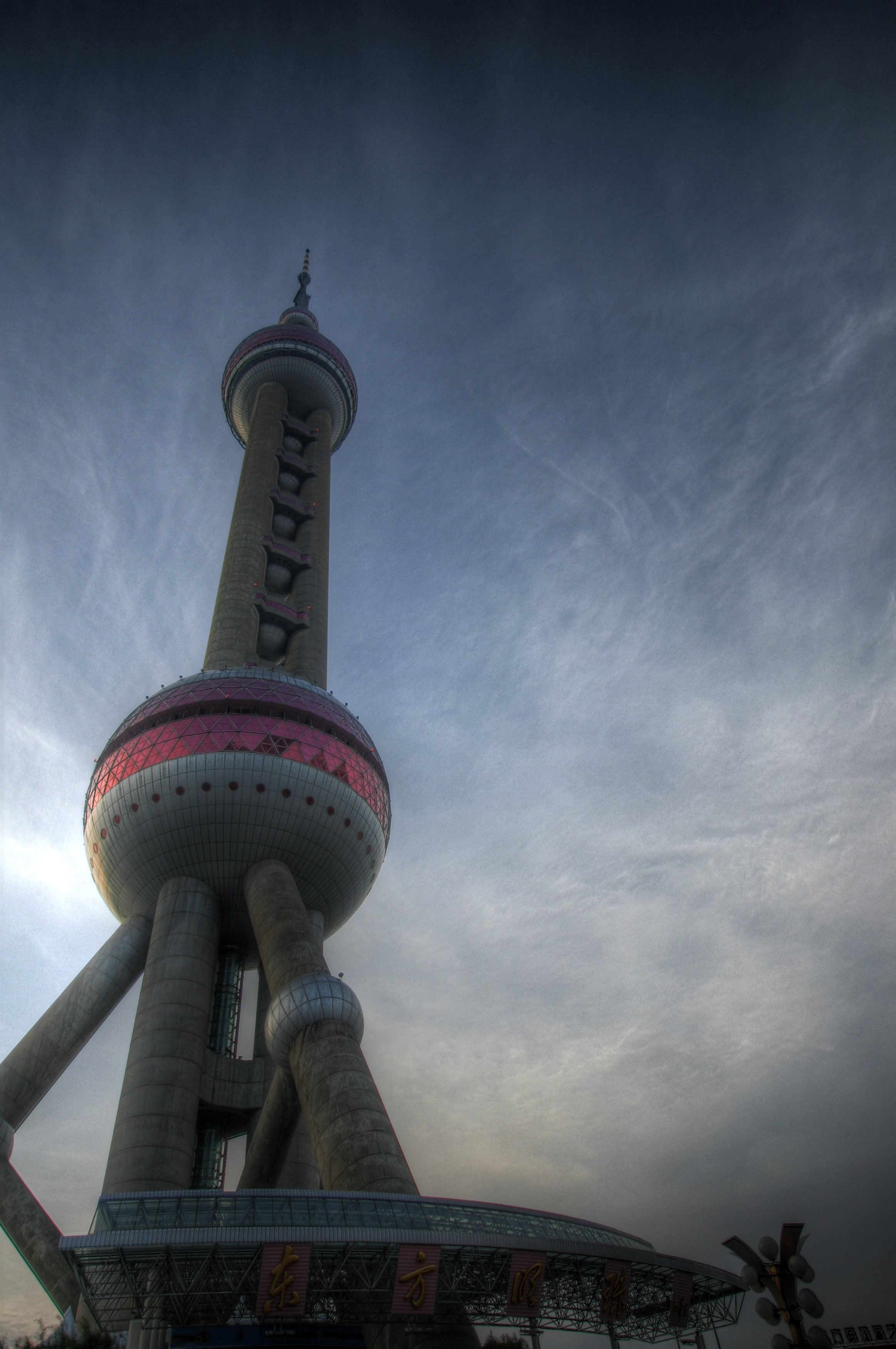
仰视东方明珠塔
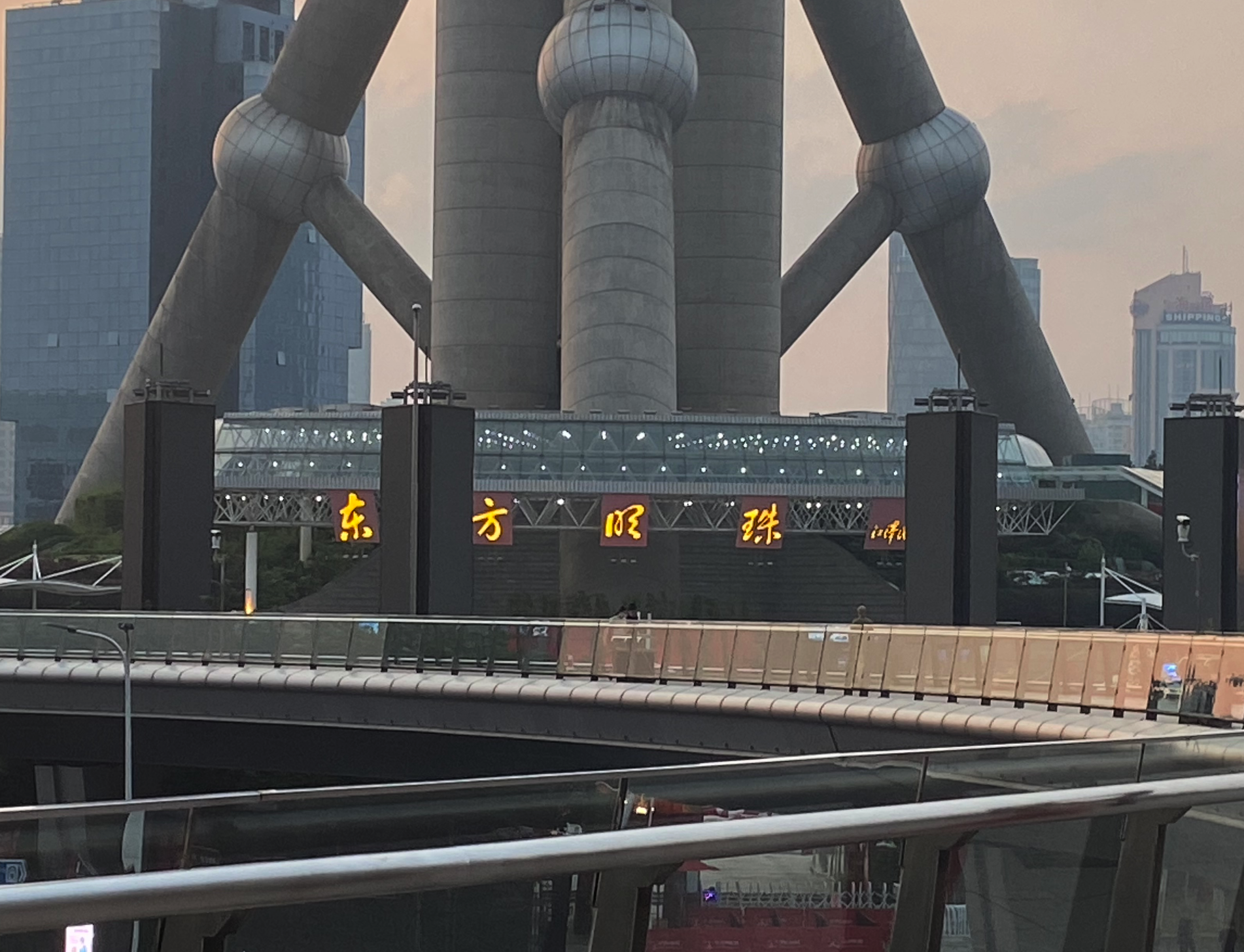
江泽民书法题字“东方明珠”